# Selim I.
Selim I. (10. listopada 1470. – 22. rujna 1520.), turski sultan.
Selim I. zvani Hrabri postaje sultan 25. travnja 1512. nakon državnog udara kojega izvodi protiv oca Bajazida II. Njegov sin i nasljednik Sulejman I. je najuspješniji Osmanski sultan svih vremena. 
U svojih kratkih 8 godina vlasti on osvaja teritorij današnje Sirije, Izraela, Egipta i dijelove Iraka. Također u ratu s Iranom koji krajem Bajazidove vladavine muči Osmansko Carstvo se ostvaruje potpuna pobjeda s osvajanjem protivničkog glavnog grada i harema. Isto tako da bi onemogućio prijestolne borbe dao je ubiti svoju braću i njihove sinove, te četvoricu od svojih pet sinova kako sin kojeg je odredi za nasljednika ne bi imao suparnika. 1517. godine, nakon što je osvojio Egipat, proglasio se kalifom. Teritorijalno gledano Selim I. hrabri ostavlja svom sinu Sulejmanu I. 22. rujna 1520. godine Carstvo uvećano za gotovo 50 posto. U njegovo vrijeme je veliki vezir bio i Ahmed-paša Hercegović.

## Obitelj
Supruge:
Ajša Hafsa Sultanija - Djeca: Sulejman I, Princ Orhan, Princ Musa, Princ Korkut, Hatidže Sultanija, Fatma Sultanija.
Ajše Hatun II - Djeca: Sultanija Bejhan, Sultanija Šah, Jenišah Sultanija. 
| Prethodnik: | Vladar Osmanskog Carstva (1512. – 1520.) | Nasljednik: |
| Bajazid II. | Vladar Osmanskog Carstva (1512. – 1520.) | Sulejman I. |